# Карташев, Давид Маркович
Давид Маркович Карташев (1902—1938) — советский промышленный деятель.

## Биография
Родился 25 июня 1902 года в Александровске в еврейской семье.
В 1919 году окончил Александровское коммерческое училище. В этот период Гражданской войны в Запорожье проходили еврейские погромы, организованные Белой армией, семья Давида прятались в доме. Сам Давид был членом Комсомольской организации и участником Деникинского подполья до конца 1919 года. В этот период Давид он взял себе подпольную кличку Карташев. С мая 1920 по март 1921 года он воевал в Красной армии на Южном фронте.
В 1921 году поступил учиться в Харьковский институт народного хозяйства. По окончании вуза, с 1924 по 1927 год работал в родном институте преподавателем и заместителем декана промышленного факультета. В 1930 году с семьёй, где росла дочь, переехал в Москву. С 1933 года стал работать заместителем начальника в Главсельмаше. В 1936 году без отрыва от работы окончил Московский машиностроительный институт им. Бубнова. Его жена работала в Наркомчермете, которое в то время возглавлял Серго Орджоникидзе.
В январе 1937 года Давид Маркович был направлен директором на завод «Ростсельмаш» для ликвидации последствий «вредительства». На заводе по этому делу было арестовано 130 человек, из них 52 человека расстреляли. Он жил в Ростове-на-Дону, а жена с дочерью осталась в Москве. Репрессий не избежал и сам Карташев. Его арестовали 19 декабря 1937 года, первый допрос был датирован 13 февраля 1938 года. 3 июня 1938 года «тройка» приговорила судом Давида к расстрелу и в этот же день он был расстрелян.
Реабилитирован в 1956 году. В Москве на доме по адресу Фрунзенская набережная, 2/1 Д. М. Карташеву установлена табличка «Последний адрес».